# Josephshof (Ziegenbach)
Josephshof (auch Habermannshof genannt; fränkisch: Josefshouf) ist eine Wüstung auf dem Gemeindegebiet des Marktes Markt Bibart im Landkreis Neustadt an der Aisch-Bad Windsheim (Mittelfranken, Bayern).

## Geografie
Die Einöde lag auf einer Höhe von 353 m ü. NHN auf freier Flur. Ein Wirtschaftsweg führte nach Ziegenbach (1,2 km östlich) bzw. nach Neubauhof (1,4 km westlich).

## Geschichte
Der Ort wurde im 19. Jahrhundert auf dem Gemeindegebiet von Birklingen errichtet. Die Ortsnamen „Josephshof“ und „Habermannshof“ leiten sich von dessen Erbauer
Josph Heinrich Peter Otto Philipp von Habermann zu Erlabronn ab. Daneben wurde das Anwesen auch „Neugreuth“ genannt, weil für die Nutzung des Landes eine Rodung vorausgegangen ist. 1860 erfolgte die Umgemeindung nach Ziegenbach. Der Josephshof entwickelte sich Anfang des 20. Jahrhunderts zum Vorwerk des Markt Einersheimer Gutes Neubauhof. 1945 wurde das aus vier Arbeiterwohnungen bestehende Anwesen beim Einmarsch der US Army durch Artilleriebeschuss zerstört.  Daraufhin legte man seine Flächen mit dem Neubauhof zusammen. Im Jahr 1946 bewirtschaftete Baron von und zu Massenbach als Schwiegersohn der Herren von Rechteren-Limpurg den Hof. Er verkaufte die Anlagen 1966. Es gelangte in die Hände eines Düsseldorfer Landwirts, der ihn verpachtete. Die Pacht lief 1992 aus und die Ackerflächen des Hofes wurden an drei verschiedene Bauern aufgeteilt.

### Einwohnerentwicklung
| Jahr      | 001861 | 001871 | 001885 | 001900 | 001925 | 001950 | 001961 |
| Einwohner | *      | 7      | 7      | 17     | 18     | 0      | †      |
| Häuser    |        |        | 1      | 1      | 1      | 1      | †      |
| Quelle    | [ 6 ]  | [ 7 ]  | [ 8 ]  | [ 9 ]  | [ 10 ] | [ 11 ] | [ 12 ] |

## Religion
Josephshof war evangelisch-lutherisch geprägt und nach Ziegenbach gepfarrt.